# Альдона Литовська
Алдона Литовська, також Алдона Гедимінівна (лит. Aldona), після хрещення — Анна (бл.1309 — 26 травня 1339 — литовська княжна з династії Гедиміновичів, донька Гедиміна та полоцької княжни Євни, дружина короля Польщі Казимира III.

## Біографія
Алдона народилася близько 1309 року. Мала старших братів: Монвида, Наримунта, Ольгерда, Коріята, Любарта, Кейстута та Євнута й сестер: Марію, Єлизавету та Єуфимію.
У 1316 батько став великим князем Литовським після смерті свого брата Вітеня. За правління Гедиміна більша частина білоруських земель увійшла до складу Великого князівства Литовського. А у 1325 році він уклав союз із королем польським Владиславом I Локетком проти Тевтонського Ордену. Фактично, це було предтечею Кревської та Люблінської уній. Для зміцнення дружніх стосунків Гедимін віддав за сина Владислава Локетка свою доньку Алдону. Щоб укласти цей шлюб, той відмовився від одруження сина з донькою Яна Люксембурзького (Юттою (Юдитою)). Замість посагу для доньки великий князь Литовський звільнив 24 000 польських полонених. Наступного року Польща і Литва здійснили спільний військовий похід проти маркграфства Бранденбург.
Литовська княжна прибула до Польщі у першій половині 1325 року у супроводі коронних послів та чималої кількості литовських панів, шляхти та козаків. Всі вони вирізнялися багатим національним убранством.

Наречену кронпринца навчав християнської віри єпископ Нанкер Колда. Нарешті вона прийняла християнство під іменем Анна.

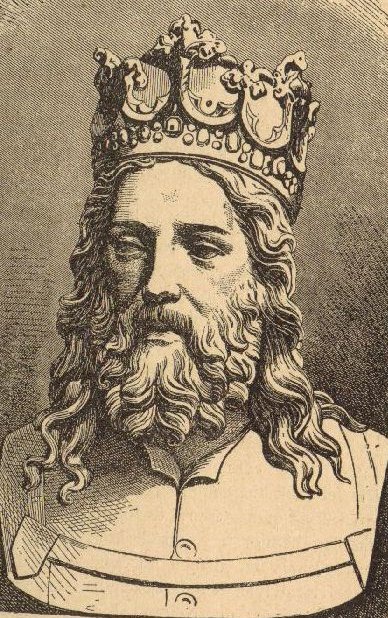
Казимир III

Її весілля із кронпринцем Казимиром відбулося 16 жовтня 1325 у Кракові. Нареченому на той час було 15 років. У подружжя народилося двоє доньок. Ян Длугош у своїх хроніках зазначав, що Анна мала високі моральні якості, була милосердною, полюбляла музику, кінну їзду, танці, всілякі розваги, скрізь її супроводжували музиканти. Він навіть припускав, що цимбали, які під час процесій грали перед нею, були частиною якогось язичницького ритуалу. Розваги невістки обурювали прихильницю аскези королеву Ядвігу, тому відносини зі свекрухою складалися досить погано. В той же час її чоловік мав декілька позашлюбних романів. Ймовірно, деякий час Анна жила в Познані, коли Казимир був Великопольським заступником. Невідомо, де вона перебувала під час військових походів чоловіка і що робила під час тяжкої хвороби, коли він перебував під наглядом матері. Тим не менш, з'ясовано, що ніяких політичних амбіцій Анна не мала.
Навесні 1333 року Владислав Локетек помер, і Казимир став королем Польщі. Його з Алдоною коронація відбулася 25 жовтня 1333 року у Вавелі.
Королева Анна й надалі залишалася в тіні. Церква також не визнавала за нею усіх привілеїв. Так, і вона, і її свекруха, королева-матір, мали право брати участь у Службі Божій під час інтердиктів та відвідувати монастирі, однак Анна не могла там харчуватися й ночувати, що дозволялося Ядвізі. Мало відомо про відносини королеви із чоловіком в цей період. Казимир не кинув романтичних пригод, і це послужило причиною до засудження його церквою. Так, у 1338 році краківський єпископ зупинив богослужіння, коли король увійшов до костьолу. Також невідомо про контакти Анни з батьком та сестрами.
Померла королева у Кракові швидко та несподівано, за словами Яна Длугоша, страшно. Поховали її у Вавельському катедральному соборі. Королева стала першою жінкою, там похованою.

## Родина
Чоловік — Казимир III Великий, король Польщі
Діти:
- Ельжбета (1326—1361) — дружина герцога Померанії-Вольгаста Богуслава V Великого, мала двох дітей;
- Кунігунда (1335—1357) — дружина курфюрста Бранденбурга та герцога Баварії Людвіга II.